# Backteig
Als Backteig bezeichnet man einen etwas flüssigen Teig aus Mehl, Speiseöl, Wasser, der vor der Verwendung mit Eischnee aufgelockert wird. Man verwendet ihn zum Ausbacken (Frittieren) von Lebensmitteln als Panierung/Panade.

## Verwendung
Zur Vorbereitung säubert und würzt man das Gargut. Anschließend wird es zuerst in Mehl gewendet und anschließend durch den Backteig gezogen. Abschließend backt man die Teile schwimmend in heißem Öl knusprig aus. Die Zubereitung ist typisch für Speisefisch, Fleisch, Geflügel, Kalbsbries, Pastetchen, Meeresfrüchte, Gemüse und Obst. Die Verwendung von Gewürzen ist optional, wegen der Gefahr des Verbrennens während des Frittieren wird häufig nur Salz und Säuerungsmittel wie Zitronen- oder Limettensaft verwendet.

## Varianten
- dem Teig wird auch Eigelb hinzugefügt
- für Obst wird dem Teig auch Zucker hinzugefügt
- als Lockerungsmittel wird ggf. Backpulver hinzugefügt
- statt Öl kann auch geschmolzene Butter verwendet werden
- statt Wasser kann Bier verwendet werden, siehe Bierteig
- für Weinteig wird statt Wasser Weißwein verwendet